# Диоцез Канберры и Гоулберна
Диоцез Канберры и Гоулберна (англ. Diocese of Canberra and Goulburn) — епархия в составе Англиканской Церкви Австралии. Епархия занимает площадь Австралийской столичной территории и часть территории Нового Южного Уэльса. Граница диоцеза проходит от Марулана на севере к Эдему на юге через Холбрук на юго-западе и далее на север, охватывая города Уогга-Уогга, Темора, Янг и Гоулберн.
Епархия включает 60 приходов и 4 служебных спецподразделения (англ. Ministry Special Units). В настоящее время в диоцезе служат 107 клириков и 108 священнослужителей с правом судейства, 15 капелланов (8 в полиции и исправительных учреждениях для взрослых и несовершеннолетних, 5 в больницах и 2 в хосписах и психиатрических лечебницах). Численность регулярных прихожан составляет 5% от общего числа местных англикан.
В настоящее время епархией управляет епископ Стюарт Робинсон. Епископы-помощники — Тревор Эдвардс — генеральный викарий, Стивен Пиккард — директор Австралийского центра христианства и культуры, Женевьева Блэкуэлл — региональный епископ Уогга-Уогга.

## История
Епархия Гоулберна была создана 14 марта 1863 года на части территории епархии Сиднея. Она занимала территорию на юге и западе от Гоулберна в юго-западной части штата Новый Южный Уэльс. В 1883 году епархия была разделена: западная часть вошла в состав новой епархии Риверина. 1 августа 1950 года название было изменено на епархию Канберры и Гоулберна. Кафедра диоцеза находится в соборе Святейшего Спасителя в Гоулберне, однако резиденция епархиального архиерея и епархиальная администрация находятся в Канберре.

## Епископы Канберры и Глоуберна
2 ноября 2008 года Стюарт Робинсон был избран епископом Канберры и Глоуберна, став десятым архиереем на этой кафедре. Он был хиротонисан в соборе Святейшего Спасителя в Глоуберне 31 января 2009 года.